# Бранкаччо
Бранкаччо (итал. Brancaccio) — знатный неаполитанский род, известный тем, что из него вышло семь кардиналов.
Семья Бранкаччо основала крупную Библиотеку Бранкаччиана в Неаполе. Ими в 1912 году возведён последний дворец в Риме, Палаццо Бранкаччо, где ныне размещается, в числе прочих, Театр Бранкаччо и Музей восточного искусства.

## Семь кардиналов
1. Ландольфо (Неаполь — 1312, Авиньон) был сделан кардиналом в 1294 году Целестином V, проводил трудные переговоры при Бонифации VIII и Клименте V, а также присутствовал на Венском соборе (1311—1312).
2. Луиджи (ум. 1411) — учёный канонист, был назначен Иннокентием VII нунцием в Неаполе, Григорием XII сделан архиепископом Таранто и кардиналом (1408).
3. Николо, (ум. 1412, Флоренция) был сделан архиепископом [[Козенца]] в 1376 году, примкнул к антипапам Клименту VII и Бенедикту XIII, и был возведён в кардиналы первым из них в 1378 году.
4. Ринальдо[англ.] (ум. 1427, Рим) был повышен до кардинала Урбаном VI в 1384 году, присутствовал на Соборе в Констанце (1414-18) и выполнил ряд важных миссий.
5. Томмазо[нем.] (ум. 1427, Рим) был сделан кардиналом в 1411 своим дядей, Иоанном XXIII, и присутствовал на Констанцском соборе.
6. Франческо Мария (1591—1675) был епископом Капаччо, Витербо и Порту, и был сделан кардиналом в 1634 году Урбаном VIII. Среди других сочинений он оставил диссертацию по вопросу о том, нарушает шоколад пост или нет.
7. Стефано (1618, Неаполь — 1682) — племянник Франческо Марии, был нунцием во Флоренции и Венеции, стал епископом Витербо в 1670 году и кардиналом в 1681 году.

## Другие представители

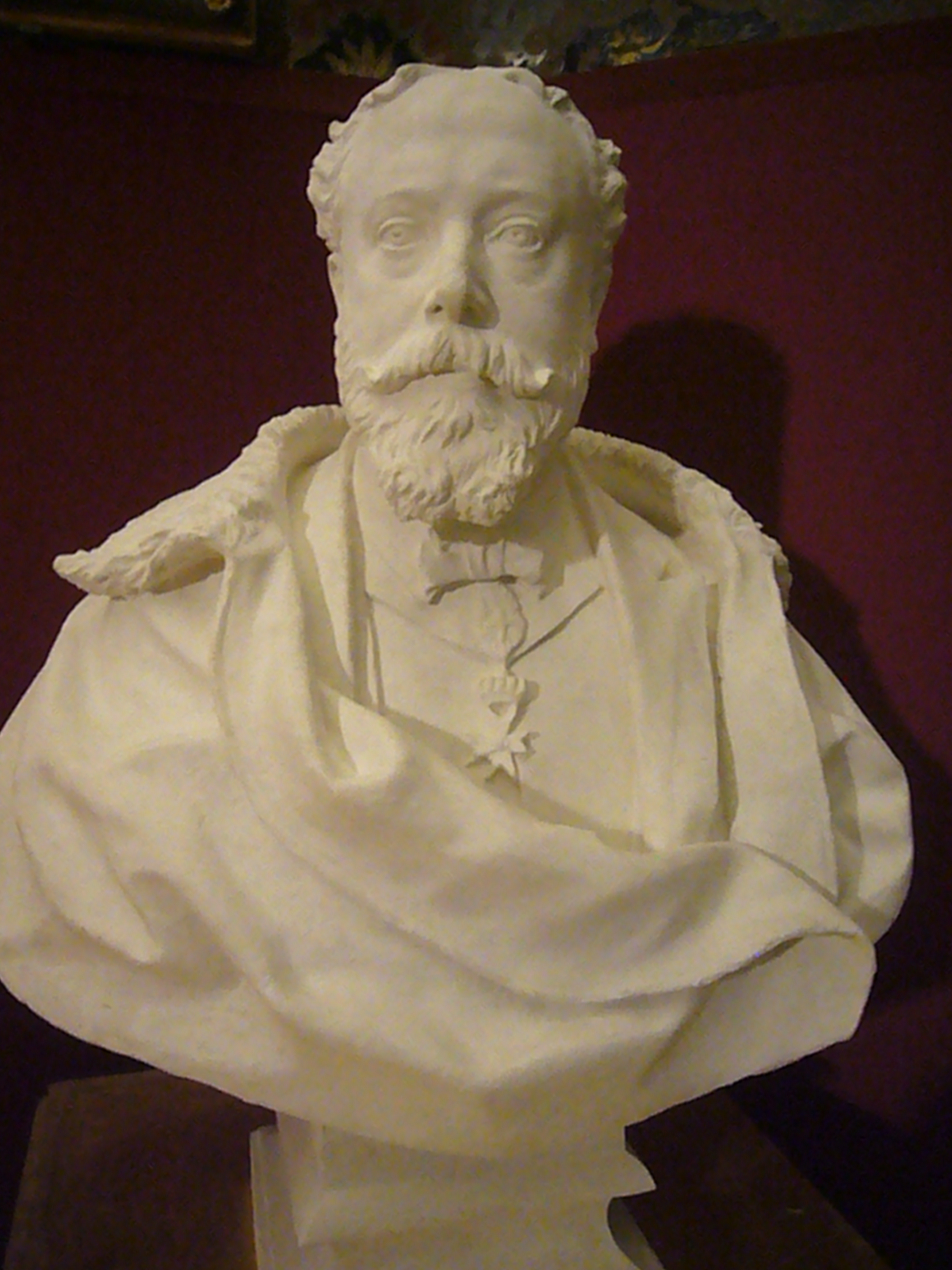
Бюст Сальваторе Бранкаччо, 1909

1. Джулио Чезаре[англ.] (1515—1586) — итальянский писатель
2. Антонио Бранкаччо (1923—1995) — министр внутренних дел Италии

## Ветви рода
В начале XX века род был представлен двумя ветвями: Principi di Ruffano и Principi Brancaccio.
От Бранкаччо также произошёл французский род Brancas. 